# Расселл (Нью-Йорк)
Расселл (англ. Russell) — місто (англ. town) в США, в окрузі Сент-Лоуренс штату Нью-Йорк. Населення — 1872 особи (2020).

## Демографія
Згідно з переписом 2010 року, у місті мешкало 1856 осіб у 722 домогосподарствах у складі 510 родин. Було 990 помешкань
Расовий склад населення:
| - 97,8 % — білих - 0,4 % — корінних американців - 0,4 % — азіатів - 0,2 % — чорних або афроамериканців - 0,1 % — вихідців з тихоокеанських островів |

До двох чи більше рас належало 0,8 %. Частка іспаномовних становила 0,5 % від усіх жителів.
За віковим діапазоном населення розподілялося таким чином: 24,1 % — особи молодші 18 років, 62,3 % — особи у віці 18—64 років, 13,6 % — особи у віці 65 років та старші. Медіана віку мешканця становила 40,6 року. На 100 осіб жіночої статі у місті припадало 103,7 чоловіків;  на 100 жінок у віці від 18 років та старших — 102,9 чоловіків також старших 18 років.
Середній дохід на одне домашнє господарство  становив 67 153 долари США (медіана — 48 047), а середній дохід на одну сім'ю — 71 426 доларів (медіана — 56 848). Медіана доходів становила 45 469 доларів для чоловіків та 36 359 доларів для жінок. За межею бідності перебувало 10,6 % осіб, у тому числі 19,4 % дітей у віці до 18 років та 6,9 % осіб у віці 65 років та старших.
Цивільне працевлаштоване населення становило 822 особи. Основні галузі зайнятості: освіта, охорона здоров'я та соціальна допомога — 31,1 %, роздрібна торгівля — 19,2 %, мистецтво, розваги та відпочинок — 7,9 %, науковці, спеціалісти, менеджери — 7,3 %.